# 台湾鉄路管理局EMU400型電車
EMU400型電車（EMU400がたでんしゃ）は、1990年11月10日に営業運転を開始した台湾鉄路管理局（台鉄）の交流電車。

## 概要
1980年代末の台鉄通勤車は客車であり老朽化も進んでいたため、乗降・所要時間短縮、客室サービス向上を目的に南アフリカのユニオン・キャリッジ・アンド・ワゴン（Union Carriage & Wagon; UCW）で製造された48両が投入された。試運転時にはパンタグラフが上がらなくなるなどトラブルもあったが、1990年11月9日の試乗会を経て翌日に営業運転を開始した。
列車種別は通勤電車で登場し、近年は区間車として運用していた。

## 引退
EMU800型の増備に伴い、2013年より置き換えが開始され、2014年7月には、僅か2編成8両のみが使用される状況となった。この2編成も、2015年2月末で検査期限を迎えたために休車となり、3月に運用を終了した。

## 外観・仕様
同じユニオン社が製造したEMU200型（現EMU1200型）がベースになっている。
- 2M2Tの4両編成の構成であり、最大3本（12両）連結できる。
- モーターはイギリスのゼネラル・エレクトリック・カンパニー（GEC）製の吊り掛け駆動である。
- 台車はアメリカGSI製のTR53AとTR53Bを採用した。

## 車内
- 座席はロングシートで深緑色のビニール製である。
- 蛍光灯カバーが付いている。
- 両開き2扉車でありホーム高さの関係上ステップを設ける。
- 車端部の一部側窓は上部が内倒れ式で開閉できる。
- 台鉄の通勤車として初の冷房車である。

当時の台鉄普通車から車内居住性が格段に向上し、旅客からの評判もよかったため、その後通勤電車のベースとして新型形式の投入が進んでいくことになる。

## 編成
|          | EMU400← (逆行)(順行) → |           |              |            |
| 号車     | 1                      | 2         | 3            | 4          |
| 形式     | EMC400 (Mc)            | ET400 (T) | ＜ EP400 (T) | EM400 (Mc) |
| 搭載機器 | CONT                   |           |              | CONT       |

凡例
- CONT：主制御器（抵抗器）